# Alien: Covenant
Az Alien: Covenant 2017-ben bemutatott tudományos-fantasztikus horrorfilm, amelyet Ridley Scott rendezett. A főbb szerepekben Michael Fassbender és Katherine Waterston látható. Az "Alien: Covenant" a Prometheus című film folytatásának készült, de - a Prometheus kezdeti tervezeteihez hasonlóan - folyamatos változtatások után csak a David nevű android szálával maradt kapcsolatban a két történet. Munkacíme "Alien: Paradise Lost" volt, korábbi alternatív címe pedig Prometheus 2. 
Nálunk rendhagyó módon - valószínűleg a Prometheus-hoz kapcsolódva és az űrhajó neve miatt - ez a film már nem kapott magyar címet vagy magyar mellékcímet, pedig a korábbi munkacím édenkertjére még jól lehetett volna alapozni a "Halál" régi sémájával.
Az Amerikai Egyesült Államokban 2017. május 19-én mutatták be, Magyarországon pedig 2017. május 18-án.
Ridley Scott a folytatásokban gondolkodva teljesen nyitva hagyta a történetet, de a Disney elkaszálta az irányvonalat és 2022-től más rendezőkkel újabb különálló Alien-produkciók készültek.[forrás?] Mint például földi előzménytörténetet bemutató streaming-sorozat és Fede Álvarez rendezésével "Alien: Romulus" címmel különálló mozifilm.

## Cselekmény
2104-ben a Weyland vállalat egyik űrhajója, a Covenant az Origae-6 nevű távoli bolygó felé tart, hogy új telepesek gyarmatosítsák az égitestet. Hibernációs állapotban utazik a legénység, ami alól csak egy android kivétel, Walter, aki az utazás lebonyolításáért felel. 7 évvel az úticél elérése előtt egy csillag neutronkitörése balesetet okoz. Meghibásodik a napvitorla, ami az űrhajó árammal való ellátásáért felelt. A legénység felébred a hibernációból: Daniels (Katherine Waterston), Tennessee (Danny McBride), Oram (Billy Crudup), Karine (Carmen Ejogo), Ricks (Jussie Smolett), Lope (Demián Bichir), Faris (Amy Seimetz), Cole (Uli Latufeku), Rosenthal (Tess Haubrich), Hallett (Nathaniel Dean), Ledward (Benjamin Rigby), Ankor (Alexander England) és Upwort (Callie Hernandez). Sok hibernációs kamra ki is gyullad. A kapitány, Branson, nem tud kijutni és meghal. Több mint 40 másik telepes hasonló sorsra jut. Branson kapitány helyét a Covenant hajó elsőtisztje, Chris Oram veszi át és parancsot ad, hogy javítsák meg a kitörésben megrongálódott napvitorlát. Két embert küldenek ki, akik sikeresen végrehajtják a feladatot, de közben az egyikük szkafandersisakja valamilyen adást fog. A fedélzeten diagnosztikát végez a sisakon az Anya nevű intelligens számítógép. Kiderül, hogy a jelet egy ember sugározza, méghozzá a rendszer 4. bolygójáról. A többség inkább a közeli bolygó felkeresését javasolja, mivel a lakható zónában kering, és félnek az újabb hibernáció közbeni balesetektől. Eleinte Chris nem tartja ezt jó ötletnek, de végül megszavazza.  
Amikor megérkeznek a 4. bolygóhoz, Tennessee, Ricks és Upwort a hajón maradnak, amíg a többiek megközelítik az égitestet. Egy elektromos viharon keresztül vezet az útjuk, s bár nagy nehézségek árán, de végül sikerül a viharon átjutniuk és leszállniuk a felszínre. Földet érés után megtudják, hogy a bolygón van oxigén, és tavak, erdők, hegyek borítják a felszínét. A jel forrása felé haladnak. Útközben termesztett gabonát is találnak, majd kidőlt fákat. Egyetlen madárhangot sem hallanak, egyetlen állatot sem látnak. Ledward időközben elszív egy cigarettát, miközben észrevétlenül rálép egy ismeretlen zsákállat-szerű organizmusra. Az organizmus spórát lövell ki, ami a férfi fülén keresztül behatol a mélyebb szöveteibe. Végül egy űrhajót találnak az erdőben, benne pedig néhány lény tetemét. Daniels egy kis tárgyat talál a falon lógva, ami nem másé, mint dr. Elizabeth Shaw-é. Ekkor jönnek rá, hogy dr. Shaw az űrhajóval jött a bolygóra (amivel a Prometheus című filmben elhagyta azt a kopár bolygót Daviddel együtt). Ledward hirtelen rosszul lesz és Karine segítségével visszamennek a kompra, de mire visszaérnek a férfi állapota sokat romlik; hirtelen felszakad a hátából egy darab, és ömleni kezd belőle a vér. Faris kimegy a teremből, hogy rádiókapcsolattal szóljon a Covenanten tartózkodóknak. Karine sürgető segítségkérésére visszamegy, ekkor Ledward hátából egy xenomorf tör ki és saját magával együtt kiszakítja Ledward gerincét is. Faris halálra rémülten rohan ki és Karine-ra zárja az ajtót, aki egy késsel akarja megölni a szörnyeteget, sikertelenül. A xenomorph ráugrik Karine-ra, azonnal megöli és egyre nagyobb lesz. A lény kijut a teremből és Faris után ered, aki véletlenül gyúlékony tartályokat lő szét a fedélzeten és a komp vele együtt felrobban, de a xenomorf kimászik az égő roncsok közül.
Amikor a többiek visszaérnek a komphoz, már ég az egész, és nem tudnak mit tenni. Közben Hallett is rosszul lesz, neki a gyomrából ugrik ki egy xenomorf, Ledward-hoz hasonlóan szintén belehal. Több xenomorf is megtámadja a csapatot, de párat sikerül megölniük. Walternek a kezét viszi le az egyik, miközben Danielsnek akar segíteni. Hiába lőnek a fegyvereikkel, a lények nagyon gyorsak. Az elektromos vihar miatt nem tudnak kapcsolatba lépni a hajóval. Ekkor egy ismeretlen alak jelenik meg előttük, és arra kéri őket, hogy kövessék. Együtt eljutnak egy romos nekropolisz városba, ami tele van holttestekkel. Az ismeretlen egy templomba vezeti őket, majd bemutatkozik: ő David, a Prométheusz űrhajó másik túlélője. Elmondja, hogy tíz éve van a bolygón, amióta dr. Shaw-val lezuhantak, de a doktor nem élte túl a balesetet. Felajánlja az űrhajósoknak, hogy egy ideig a templomban lehetnek. Azt is elmondja, hogy az a fura fekete folyadék, amit még dr. Shaw-val az LV-223-as bolygón találtak, véletlenül került be a bolygó légkörébe, ezzel elpusztítva a város lakóit. A csapat egyik tagja a templom egyik részében van, ketten pedig egy teraszon a viharban, hogy megpróbáljanak kapcsolatban lépni a hajón lévőkkel, de a vihar miatt nem sikerül. Közben a Covenant fedélzetén Upwort, Ricks és Tennessee is próbálnak kapcsolatba lépni velük, de hiába. Ricks azon gondolkozik, hogy a viharon keresztül bejuthatnának a hajóval a légkörbe, és így felszállhatnának a többiek a hajóra, de Tennessee és Upwort szerint ez nem jó ötlet, mert a vihar miatt súlyosan károsodhat a hajó, amire Anya is figyelmezteti őket. Ricks mindezek ellenére vállalja a kockázatot, és beviszi a hajót a viharba. Közben az egyik xenomorf bejut a templomba, és megöli az egyedül sétáló Rosenthalt. David felfedezi a lényt, és elkezd kommunikálni vele. Chris Oram kapitány megkeresi Rosenthalt, de már csak a fejetlen holttestét találja meg. Amikor meglátja Davidet a lénnyel, le akarja lőni a szörnyet, de David azt parancsolja neki, hogy ne lője le. Oram nem hallgat rá, és lelövi, majd kérdőre vonja, hogy valójában mi ez a bolygó és mik ezek a lények. David a templom egyik alagsorában vezeti Christ, ahol sok tojást találnak. Az egyik kinyílik, és egy parazita lény ugrik Chris fejére. Amikor a férfi felébred, egy xenomorf szerű lény ugrik ki a gyomrából. A többiek már elkezdtek visszavonulni, amikor Lopére egy parazita lény ugrik. Cole levágja az arcáról, de súlyos égési sérülést szenved a sav miatt. Közben egy felnőtt xenomorf megöli a férfit, és Lope elkezd menekülni. Daniel egy könyvtárszerű helységbe megy, ahol különféle rajzokat talál Elizabeth Shaw-ról, de hirtelen feltűnik David. Daniels arra kéri, hogy mondja el, hogy mik ezek a rajzok dr. Shaw-ról. Kiderül, hogy David végig hazudott. Valójában ő terjesztette szét a fekete folyadékot, amikor a bolygóra ért, miatta haltak meg az őslakosok. Azt is elmondja, hogy valójában nem a hajón halt meg dr. Shaw, hanem ő ölte meg, hogy kísérletezzen rajta. (Egy bizonyos nézői értelmezés szerint vagy esetleg David félremagyarázása szerint ő teremtette meg ezeket a lényeket, de ez ellentmond az eddigi univerzumnak és Ridley Scott megcáfolta ezt a nézői értelmezést.) Ekkor meg akarja verni Daniels, de Walter megérkezik, és egy rövid összecsapás tör ki közte és David között. A verekedést David nyeri meg. (Titokban, hogy senki ne tudjon róla, levágja az egyik kezét, hogy Walter helyét átvegye).
A teraszon végre sikerül kapcsolódniuk a hajóhoz, és elmondják Ricksnek, hogy az egyik komppal jöjjenek, mert a komppal jobban keresztül lehet menni a viharon, mint a Covenanttal. Amikor a vihar elmúlik, Daniels, Walter (de valójában David), Lope már a komp felé mennek, de egy xenomorf már a nyomukban van. Amikor Ricks meglátja a képernyőn a lényt, Daniels a komp tetejére megy, hogy lelője egy géppisztollyal az idegent, de nem jár szerencsével. Az egyik emelővel végre sikerül a lényt megölni, és ezután visszajutnak a Covenantre. Daniels mindenkinek megköszöni, hogy segítették az útja során. Már lefekvésre készül a kabinjában, amikor Anya közli vele, hogy menjenek az orvosi részlegre, és egy azonosítatlan idegen lény van a hajón. Daniels és Tennessee az orvosi szobához mennek, hogy megnézzék mi baj van Lopével, de már csak a véres holttestét találják meg. Daniels arra kéri Waltert, hogy pusztítsák el, továbbá figyelje a lényt, hogy éppen hol van. Az idegen Upwort és Ricks felé megy, és megöli őket. Később a hangár kapuját kinyitják, és a vákuum kiszívja a lényt az űrbe. Daniels megköszönni Walternek, hogy segített neki, és arra kéri, ha megérkeznek az Origae 6 bolygóra, építse fel neki a faházat, amit Bransonnal akartak felépíteni. A nő rájön hogy valójában nem Walter, hanem David, aki elaltatja. David az embrióterembe megy, ahol a száján keresztül két kezdetleges xenomorf embriót rak az egyik szekrénybe. Üzenetet küld, hogy a két túlélőt kivéve a csapat meghalt, a többi telepes viszont az úti cél felé tart.

## Szereplők
| Szerep         | Színész             | Magyar hang            |
| -------------- | ------------------- | ---------------------- |
| David/Walter   | Michael Fassbender  | Viczián Ottó           |
| Daniels        | Katherine Waterston | Kovács Patrícia        |
| Tennessee      | Danny McBride       | Mészáros Máté          |
| Oram           | Billy Crudup        | Miller Zoltán          |
| Karine         | Carmen Ejogo        | Pálmai Anna            |
| Ricks          | Jussie Smollett     | Jakab Márk             |
| Lope           | Demián Bichir       | Gáspár Sándor          |
| Faris          | Amy Seimetz         | Zsigmond Tamara        |
| Cole           | Uli Latukefu        | Horváth-Töreki Gergely |
| Rosenthal      | Tess Haubrich       | Szilágyi Csenge        |
| Hallett        | Nathaniel Dean      | Csík Csaba Krisztián   |
| Ledward        | Benjamin Rigby      | Fehér Tibor            |
| Ankor          | Alexander England   | Orosz Ákos             |
| Upworth        | Callie Hernandez    | Földes Eszter          |
| Anya (hang)    | Lorelei King        | Borbás Gabi            |
| Branson        | James Franco        | Dévai Balázs           |
| Peter Weyland  | Guy Pearce          | Kamarás Iván           |
| Elizabeth Shaw | Noomi Rapace        | Nem szólal meg         |

## Kritika
- The Hollywood Reporter – 90 / 100
- Tampa Bay Times – 83 / 100
- Entertainment Weekly – 83 / 100
- New York Daily News – 80 / 100
- New York Post – 75 / 100
- Boston Globe – 75 / 100
- San Francisco Chronicle – 75 / 100
- Chicago Sun-Times – 75 / 100
- Rolling Stone – 75 / 100
- The Seattle Times – 75 / 100
- The Wall Street Journal – 70 / 100
- Los Angeles Times – 70 / 100
- Arizona Republic – 70 / 100
- The New York Times – 70 / 100
- New York Observer – 63 / 100
- Chicago Tribune – 63 / 100
- USA Today – 63 / 100
- The Guardian – 60 / 100[4]